# (6256) Canova
(6256) Canova ist ein Asteroid des Hauptgürtels, der am 24. September 1960 vom niederländischen Astronomenehepaar Cornelis Johannes van Houten und Ingrid van Houten-Groeneveld entdeckt wurde. Die Entdeckung geschah im Rahmen des Palomar-Leiden-Surveys, bei dem von Tom Gehrels mit dem 120-cm-Oschin-Schmidt-Teleskop des Palomar-Observatoriums (IAU-Code 675) aufgenommene Feldplatten an der Universität Leiden durchmustert wurden.
Der Himmelskörper wurde nach dem italienischen Bildhauer Antonio Canova (1757–1822) benannt, der als bedeutendster Vertreter des italienischen Klassizismus gilt.